# Сатурн (премия, 2012)
38-я церемония награждения премии «Сатурн» за заслуги в области фантастики, фэнтези и фильмов ужасов за 2011 год состоялась 26 июля 2012 года в городе Бербанк, Калифорния.
Номинанты были объявлены 29 февраля 2012 года.

## Список лауреатов и номинантов
• Лауреаты выделены отдельным цветом. 

### Игровое кино
Количество наград/номинаций:
- 1/10: «Гарри Поттер и Дары Смерти. Часть 2» / «Хранитель времени»
- 3/8: «Супер 8»
- 0/7: «Первый мститель»
- 2/6: «Миссия невыполнима: Протокол Фантом»
- 0/6: «Приключения Тинтина: Тайна „Единорога“»
- 3/5: «Восстание планеты обезьян»
- 2/4: «Укрытие»
- 1/4: «Кожа, в которой я живу» / «Тор»
- 1/3: «Меланхолия»
- 0/3: «Война богов: Бессмертные»
- 1/2: «Меняющие реальность» / «Девушка с татуировкой дракона» / «Люди Икс: Первый Класс»
- 0/2: «Другая земля» / «Двойник дьявола» / «Форсаж 5» / «Полночь в Париже» / «Шерлок Холмс: Игра теней» / «Нечто» / «Боевой конь»
- 1/1: «Кот в сапогах»

| Категория                                                     | Лауреаты и номинанты                                                                                                 | Лауреаты и номинанты                                                                       |
| ------------------------------------------------------------- | --- | ------------------------------------------------------------------------------------------ |
| Лучший научно-фантастический фильм                            | • Восстание планеты обезьян / Rise of the Planet of the Apes                                                         | • Восстание планеты обезьян / Rise of the Planet of the Apes                               |
| Лучший научно-фантастический фильм                            | • Меняющие реальность / The Adjustment Bureau                                                                        |                                                                                            |
| Лучший научно-фантастический фильм                            | • Первый мститель / Captain America: The First Avenger                                                               |                                                                                            |
| Лучший научно-фантастический фильм                            | • Области тьмы / Limitless                                                                                           |                                                                                            |
| Лучший научно-фантастический фильм                            | • Супер 8 / Super 8                                                                                                  |                                                                                            |
| Лучший научно-фантастический фильм                            | • Люди Икс: Первый Класс / X-Men: First Class                                                                        |                                                                                            |
| Лучший фильм-фэнтези                                          | • Гарри Поттер и Дары Смерти. Часть 2 / Harry Potter and the Deathly Hallows: Part 2                                 | • Гарри Поттер и Дары Смерти. Часть 2 / Harry Potter and the Deathly Hallows: Part 2       |
| Лучший фильм-фэнтези                                          | • Хранитель времени / Hugo                                                                                           |                                                                                            |
| Лучший фильм-фэнтези                                          | • Война богов: Бессмертные / Immortals                                                                               |                                                                                            |
| Лучший фильм-фэнтези                                          | • Полночь в Париже / Midnight in Paris                                                                               |                                                                                            |
| Лучший фильм-фэнтези                                          | • Маппеты / The Muppets                                                                                              |                                                                                            |
| Лучший фильм-фэнтези                                          | • Тор / Thor |                                                                                            |
| Лучший фильм ужасов или триллер                               | • Девушка с татуировкой дракона / The Girl with the Dragon Tattoo                                                    | • Девушка с татуировкой дракона / The Girl with the Dragon Tattoo                          |
| Лучший фильм ужасов или триллер                               | • Заражение / Contagion                                                                                              |                                                                                            |
| Лучший фильм ужасов или триллер                               | • Двойник дьявола / The Devil’s Double                                                                               |                                                                                            |
| Лучший фильм ужасов или триллер                               | • Схватка / The Grey                                                                                                 |                                                                                            |
| Лучший фильм ужасов или триллер                               | • Укрытие / Take Shelter                                                                                             |                                                                                            |
| Лучший фильм ужасов или триллер                               | • Нечто / The Thing                                                                                                  |                                                                                            |
| Лучший экшн или приключенческий фильм                         | • Миссия невыполнима: Протокол Фантом / Mission: Impossible — Ghost Protocol                                         | • Миссия невыполнима: Протокол Фантом / Mission: Impossible — Ghost Protocol               |
| Лучший экшн или приключенческий фильм                         | • Форсаж 5 / Fast Five                                                                                               |                                                                                            |
| Лучший экшн или приключенческий фильм                         | • Линкольн для адвоката / The Lincoln Lawyer                                                                         |                                                                                            |
| Лучший экшн или приключенческий фильм                         | • Красные хвосты / Red Tails                                                                                         |                                                                                            |
| Лучший экшн или приключенческий фильм                         | • Шерлок Холмс: Игра теней / Sherlock Holmes: A Game of Shadows                                                      |                                                                                            |
| Лучший экшн или приключенческий фильм                         | • Боевой конь / War Horse                                                                                            |                                                                                            |
| Лучший полнометражный мультфильм                              | • Кот в сапогах / Puss in Boots                                                                                      | • Кот в сапогах / Puss in Boots                                                            |
| Лучший полнометражный мультфильм                              | • Приключения Тинтина: Тайна «Единорога» / The Adventures of Tintin                                                  |                                                                                            |
| Лучший полнометражный мультфильм                              | • Тачки 2 / Cars 2                                                                                                   |                                                                                            |
| Лучший полнометражный мультфильм                              | • Кунг-фу панда 2 / Kung Fu Panda 2                                                                                  |                                                                                            |
| Лучший полнометражный мультфильм                              | • Ранго / Rango |                                                                                            |
| Лучший полнометражный мультфильм                              | • Рио / Rio |                                                                                            |
| Лучший международный фильм                                    | • Кожа, в которой я живу / La piel que habito ( Испания)                                                             | • Кожа, в которой я живу / La piel que habito ( Испания)                                   |
| Лучший международный фильм                                    | • Чужие на районе / Attack the Block ( Великобритания, Франция)                                                      |                                                                                            |
| Лучший международный фильм                                    | • Ларго Винч: Начало / Largo Winch ( Франция, Бельгия)                                                               |                                                                                            |
| Лучший международный фильм                                    | • Меланхолия / Melancholia ( Дания, Швеция, Франция, Германия)                                                       |                                                                                            |
| Лучший международный фильм                                    | • В упор / À bout portant ( Франция)                                                                                 |                                                                                            |
| Лучший международный фильм                                    | • Охотники на троллей / Trolljegeren ( Норвегия)                                                                     |                                                                                            |
| Лучший киноактёр                                              | Майкл Шэннон | • Майкл Шэннон — «Укрытие» (за роль Кёртиса)                                               |
| Лучший киноактёр                                              | Майкл Шэннон | • Антонио Бандерас — «Кожа, в которой я живу» (за роль хирурга Роберта Ледгарда)           |
| Лучший киноактёр                                              | Майкл Шэннон | • Доминик Купер — «Двойник дьявола» (за роль Удея Хусейна / Латифа Яхи)                    |
| Лучший киноактёр                                              | Майкл Шэннон | • Том Круз — «Миссия невыполнима: Протокол Фантом» (за роль Итана Ханта)                   |
| Лучший киноактёр                                              | Майкл Шэннон | • Крис Эванс — «Первый мститель» (за роль Стива Роджерса / Капитана Америки)               |
| Лучший киноактёр                                              | Майкл Шэннон | • Бен Кингсли — «Хранитель времени» (за роль Жоржа Мельеса)                                |
| Лучшая киноактриса                                            | Кирстен Данст | • Кирстен Данст — «Меланхолия» (за роль Жюстин)                                            |
| Лучшая киноактриса                                            | Кирстен Данст | • Джессика Честейн — «Укрытие» (за роль Саманты)                                           |
| Лучшая киноактриса                                            | Кирстен Данст | • Руни Мара — «Девушка с татуировкой дракона» (за роль Лисбет Саландер)                    |
| Лучшая киноактриса                                            | Кирстен Данст | • Брит Марлинг — «Другая земля» (за роль Роды Уильямс)                                     |
| Лучшая киноактриса                                            | Кирстен Данст | • Кира Найтли — «Опасный метод» (за роль Сабины Шпильрейн)                                 |
| Лучшая киноактриса                                            | Кирстен Данст | • Элизабет Олсен — «Марта, Марси, Мэй, Марлен» (за роль Марты)                             |
| Лучший киноактёр второго плана                                | Энди Серкис | • Энди Серкис — «Восстание планеты обезьян» (за роль Цезаря)                               |
| Лучший киноактёр второго плана                                | Энди Серкис | • Рэйф Файнс — «Гарри Поттер и Дары Смерти. Часть 2» (за роль лорда Волан-де-Морта)        |
| Лучший киноактёр второго плана                                | Энди Серкис | • Харрисон Форд — «Ковбои против пришельцев» (за роль полковника Вудроу Долархайда)        |
| Лучший киноактёр второго плана                                | Энди Серкис | • Том Хиддлстон — «Тор» (за роль Локи)                                                     |
| Лучший киноактёр второго плана                                | Энди Серкис | • Алан Рикман — «Гарри Поттер и Дары Смерти. Часть 2» (за роль профессора Северуса Снегга) |
| Лучший киноактёр второго плана                                | Энди Серкис | • Стэнли Туччи — «Первый мститель» (за роль доктора Абрахама Эрскина)                      |
| Лучшая киноактриса второго плана                              | Эмили Блант | • Эмили Блант — «Меняющие реальность» (за роль Элизы Селлас)                               |
| Лучшая киноактриса второго плана                              | Эмили Блант | • Елена Анайя — «Кожа, в которой я живу» (за роль Веры Крус)                               |
| Лучшая киноактриса второго плана                              | Эмили Блант | • Шарлотта Генсбур — «Меланхолия» (за роль Клэр)                                           |
| Лучшая киноактриса второго плана                              | Эмили Блант | • Пола Пэттон — «Миссия невыполнима: Протокол Фантом» (за роль Джейн Картер)               |
| Лучшая киноактриса второго плана                              | Эмили Блант | • Лин Шэй — «Астрал» (за роль Элис Рейнер)                                                 |
| Лучшая киноактриса второго плана                              | Эмили Блант | • Эмма Уотсон — «Гарри Поттер и Дары Смерти. Часть 2» (за роль Гермионы Грейнджер)         |
| Лучший молодой актёр или актриса                              | | • Джоэл Кортни — «Супер 8» (за роль Джо Лэмба)                                             |
| Лучший молодой актёр или актриса                              | • Эйса Баттерфилд — «Хранитель времени» (за роль Хьюго Кабре)                                                        |                                                                                            |
| Лучший молодой актёр или актриса                              | • Эль Фэннинг — «Супер 8» (за роль Элис Дэйнард)                                                                     |                                                                                            |
| Лучший молодой актёр или актриса                              | • Дакота Гойо — «Живая сталь» (за роль Макса Кентона)                                                                |                                                                                            |
| Лучший молодой актёр или актриса                              | • Хлоя Грейс Морец — «Хранитель времени» (за роль Изабель)                                                           |                                                                                            |
| Лучший молодой актёр или актриса                              | • Сирша Ронан — «Ханна. Совершенное оружие» (за роль Ханны Хеллер)                                                   |                                                                                            |
| Лучший режиссёр                                               | Джей Джей Абрамс | • Джей Джей Абрамс за фильм «Супер 8»                                                      |
| Лучший режиссёр                                               | Джей Джей Абрамс | • Брэд Бёрд — «Миссия невыполнима: Протокол Фантом»                                        |
| Лучший режиссёр                                               | Джей Джей Абрамс | • Мартин Скорсезе — «Хранитель времени»                                                    |
| Лучший режиссёр                                               | Джей Джей Абрамс | • Стивен Спилберг — «Приключения Тинтина: Тайна „Единорога“»                               |
| Лучший режиссёр                                               | Джей Джей Абрамс | • Руперт Уайатт — «Восстание планеты обезьян»                                              |
| Лучший режиссёр                                               | Джей Джей Абрамс | • Дэвид Йейтс — «Гарри Поттер и Дары Смерти. Часть 2»                                      |
| Лучший сценарий                                               | | • Джефф Николс — «Укрытие»                                                                 |
| Лучший сценарий                                               | • Джей Джей Абрамс — «Супер 8»                                                                                       |                                                                                            |
| Лучший сценарий                                               | • Вуди Аллен — «Полночь в Париже»                                                                                    |                                                                                            |
| Лучший сценарий                                               | • Майк Кэхилл и Брит Марлинг — «Другая земля»                                                                        |                                                                                            |
| Лучший сценарий                                               | • Рик Джаффа и Аманда Сильвер — «Восстание планеты обезьян»                                                          |                                                                                            |
| Лучший сценарий                                               | • Джон Логан — «Хранитель времени»                                                                                   |                                                                                            |
| Лучшая музыка                                                 | Майкл Джаккино | • Майкл Джаккино — «Супер 8»                                                               |
| Лучшая музыка                                                 | Майкл Джаккино | • Майкл Джаккино — «Миссия невыполнима: Протокол Фантом»                                   |
| Лучшая музыка                                                 | Майкл Джаккино | • Говард Шор — «Хранитель времени»                                                         |
| Лучшая музыка                                                 | Майкл Джаккино | • Алан Сильвестри — «Первый мститель»                                                      |
| Лучшая музыка                                                 | Майкл Джаккино | • Джон Уильямс — «Приключения Тинтина: Тайна „Единорога“»                                  |
| Лучшая музыка                                                 | Майкл Джаккино | • Джон Уильямс — «Боевой конь»                                                             |
| Лучший монтаж                                                 | • Пол Хирш — «Миссия невыполнима: Протокол Фантом»                                                                   | • Пол Хирш — «Миссия невыполнима: Протокол Фантом»                                         |
| Лучший монтаж                                                 | • Марианн Брэндон, Мэри Джо Марки — «Супер 8»                                                                        |                                                                                            |
| Лучший монтаж                                                 | • Марк Дэй — «Гарри Поттер и Дары Смерти. Часть 2»                                                                   |                                                                                            |
| Лучший монтаж                                                 | • Майкл Кан — «Приключения Тинтина: Тайна „Единорога“»                                                               |                                                                                            |
| Лучший монтаж                                                 | • Келли Матсумото, Фред Раскин, Кристиан Вагнер — «Форсаж 5»                                                         |                                                                                            |
| Лучший монтаж                                                 | • Тельма Скунмейкер — «Хранитель времени»                                                                            |                                                                                            |
| Лучшие костюмы                                                | • Александра Бирн — «Тор»                                                                                            | • Александра Бирн — «Тор»                                                                  |
| Лучшие костюмы                                                | • Дженни Беван — «Шерлок Холмс: Игра теней»                                                                          |                                                                                            |
| Лучшие костюмы                                                | • Лизи Кристл — «Аноним»                                                                                             |                                                                                            |
| Лучшие костюмы                                                | • Сэнди Пауэлл — «Хранитель времени»                                                                                 |                                                                                            |
| Лучшие костюмы                                                | • Анна Б. Шеппард — «Первый мститель»                                                                                |                                                                                            |
| Лучшие костюмы                                                | • Жани Темиме — «Гарри Поттер и Дары Смерти. Часть 2»                                                                |                                                                                            |
| Лучшая работа художника-постановщика (Best Production Design) | • Данте Ферретти — «Хранитель времени»                                                                               | • Данте Ферретти — «Хранитель времени»                                                     |
| Лучшая работа художника-постановщика (Best Production Design) | • Стюарт Крэйг — «Гарри Поттер и Дары Смерти. Часть 2»                                                               |                                                                                            |
| Лучшая работа художника-постановщика (Best Production Design) | • Том Фоден — «Война богов: Бессмертные»                                                                             |                                                                                            |
| Лучшая работа художника-постановщика (Best Production Design) | • Рик Хайнрикс — «Первый мститель»                                                                                   |                                                                                            |
| Лучшая работа художника-постановщика (Best Production Design) | • Ким Синклер — «Приключения Тинтина: Тайна „Единорога“»                                                             |                                                                                            |
| Лучшая работа художника-постановщика (Best Production Design) | • Бо Уэлш — «Тор» |                                                                                            |
| Лучший грим                                                   | • Дэйв Элси, Фрэн Нидхэм, Конор О’Салливан — «Люди Икс: Первый Класс»                                                | • Дэйв Элси, Фрэн Нидхэм, Конор О’Салливан — «Люди Икс: Первый Класс»                      |
| Лучший грим                                                   | • Шон Смит, Скотт Уилер — «Конан-варвар»                                                                             |                                                                                            |
| Лучший грим                                                   | • Ник Дадмэн, Аманда Найт — «Гарри Поттер и Дары Смерти. Часть 2»                                                    |                                                                                            |
| Лучший грим                                                   | • Анник Чартьер, Эдриан Морот, Николетта Скарлатос — «Война богов: Бессмертные»                                      |                                                                                            |
| Лучший грим                                                   | • Тамар Авив — «Кожа, в которой я живу»                                                                              |                                                                                            |
| Лучший грим                                                   | • Том Вудрафф мл., Алек Гиллис — «Нечто»                                                                             |                                                                                            |
| Лучшие спецэффекты                                            | • Дэн Леммон, Джо Леттери, Р. Кристофер Уайт, Дэниэл Баррет — «Восстание планеты обезьян»                            | • Дэн Леммон, Джо Леттери, Р. Кристофер Уайт, Дэниэл Баррет — «Восстание планеты обезьян»  |
| Лучшие спецэффекты                                            | • Скотт Э. Андерсон, Мэтт Аиткен, Джо Леттери, Matthias Menz, Кейт Миллер — «Приключения Тинтина: Тайна „Единорога“» |                                                                                            |
| Лучшие спецэффекты                                            | • Марк Сопер, Кристофер Таунсенд, Пол Корбоулд — «Первый мститель»                                                   |                                                                                            |
| Лучшие спецэффекты                                            | • Тим Бёрк, Грег Батлер, Джон Ричардсон, Дэвид Викери — «Гарри Поттер и Дары Смерти. Часть 2»                        |                                                                                            |
| Лучшие спецэффекты                                            | • Стивен Райли, Расселл Эрл, Ким Либрери, Деннис Мьюрен — «Супер 8»                                                  |                                                                                            |
| Лучшие спецэффекты                                            | • Scott Benza, Джон Фрэзиер, Мэттью Батлер, Скотт Фаррар — «Трансформеры 3: Тёмная сторона Луны»                     |                                                                                            |

### Телевизионные награды
Количество наград/номинаций:
- 3/6: «Во все тяжкие»
- 0/5: «Американская история ужасов»
- 2/4: «Грань»
- 1/4: «Воздействие» / «Убийство»
- 0/4: «Декстер» / «Игра престолов» / «Торчвуд: День Чуда»
- 1/2: «Ходячие мертвецы»
- 0/2: «Однажды в сказке» / «Ищейка» / «Рухнувшие небеса»

| Категория                                               | Лауреаты и номинанты                                                       | Лауреаты и номинанты                                                      |
| ------------------------------------------------------- | -------------------------------------------------------------------------- | ------------------------------------------------------------------------- |
| Лучший телесериал, сделанный для эфирного телевидения   | • Грань / Fringe                                                           | • Грань / Fringe                                                          |
| Лучший телесериал, сделанный для эфирного телевидения   | • Одарённый человек / A Gifted Man                                         |                                                                           |
| Лучший телесериал, сделанный для эфирного телевидения   | • Гримм / Grimm                                                            |                                                                           |
| Лучший телесериал, сделанный для эфирного телевидения   | • Однажды в сказке / Once Upon a Time                                      |                                                                           |
| Лучший телесериал, сделанный для эфирного телевидения   | • Сверхъестественное / Supernatural                                        |                                                                           |
| Лучший телесериал, сделанный для эфирного телевидения   | • Terra Nova / Terra Nova                                                  |                                                                           |
| Лучший телесериал, сделанный для кабельного телевидения | • Во все тяжкие / Breaking Bad                                             | • Во все тяжкие / Breaking Bad                                            |
| Лучший телесериал, сделанный для кабельного телевидения | • Американская история ужасов / American Horror Story                      |                                                                           |
| Лучший телесериал, сделанный для кабельного телевидения | • Ищейка / The Closer                                                      |                                                                           |
| Лучший телесериал, сделанный для кабельного телевидения | • Декстер / Dexter                                                         |                                                                           |
| Лучший телесериал, сделанный для кабельного телевидения | • Воздействие / Leverage                                                   |                                                                           |
| Лучший телесериал, сделанный для кабельного телевидения | • Настоящая кровь / True Blood                                             |                                                                           |
| Лучший телесериал, ориентированной на молодёжь          | • Волчонок / Teen Wolf                                                     | • Волчонок / Teen Wolf                                                    |
| Лучший телесериал, ориентированной на молодёжь          | • Быть человеком / Being Human                                             |                                                                           |
| Лучший телесериал, ориентированной на молодёжь          | • Доктор Кто (сериал 2005) / Doctor Who                                    |                                                                           |
| Лучший телесериал, ориентированной на молодёжь          | • Девять жизней Хлои Кинг / The Nine Lives of Chloe King                   |                                                                           |
| Лучший телесериал, ориентированной на молодёжь          | • Тайный круг / The Secret Circle                                          |                                                                           |
| Лучший телесериал, ориентированной на молодёжь          | • Дневники вампира / The Vampire Diaries                                   |                                                                           |
| Лучшая телепостановка (10 эпизодов или меньше)          | • Ходячие мертвецы / The Walking Dead                                      | • Ходячие мертвецы / The Walking Dead                                     |
| Лучшая телепостановка (10 эпизодов или меньше)          | • Камелот / Camelot                                                        |                                                                           |
| Лучшая телепостановка (10 эпизодов или меньше)          | • Рухнувшие небеса / Falling Skies                                         |                                                                           |
| Лучшая телепостановка (10 эпизодов или меньше)          | • Игра престолов / Game of Thrones                                         |                                                                           |
| Лучшая телепостановка (10 эпизодов или меньше)          | • Убийство / The Killing                                                   |                                                                           |
| Лучшая телепостановка (10 эпизодов или меньше)          | • Торчвуд: День Чуда / Torchwood: Miracle Day                              |                                                                           |
| Лучшая телепостановка (10 эпизодов или меньше)          | • По звёздному пути / Trek Nation                                          |                                                                           |
| Лучший телеактёр                                        | Брайан Крэнстон                                                            | • Брайан Крэнстон — «Во все тяжкие» (за роль Уолтера Уайта)               |
| Лучший телеактёр                                        | Брайан Крэнстон                                                            | • Шон Бин — «Игра престолов» (за роль Эддарда Старка)                     |
| Лучший телеактёр                                        | Брайан Крэнстон                                                            | • Майкл Си Холл — «Декстер» (за роль Декстера Моргана)                    |
| Лучший телеактёр                                        | Брайан Крэнстон                                                            | • Тимоти Хаттон — «Воздействие» (за роль Нэйтона Форда)                   |
| Лучший телеактёр                                        | Брайан Крэнстон                                                            | • Дилан Макдермотт — «Американская история ужасов» (за роль Бена Хармона) |
| Лучший телеактёр                                        | Брайан Крэнстон                                                            | • Ноа Уайли — «Рухнувшие небеса» (за роль Тома Мэйсона)                   |
| Лучшая телеактриса                                      |                                                                            | • Анна Торв — «Грань» (за роль Оливии Данэм)                              |
| Лучшая телеактриса                                      | • Мирей Инос — «Убийство» (за роль Сары Линден)                            |                                                                           |
| Лучшая телеактриса                                      | • Лена Хеди — «Игра престолов» (за роль Серсеи Ланнистер)                  |                                                                           |
| Лучшая телеактриса                                      | • Джессика Лэнг — «Американская история ужасов» (за роль Констанс Лэнгдон) |                                                                           |
| Лучшая телеактриса                                      | • Ив Майлс — «Торчвуд: День Чуда» (за роль Гвен Купер)                     |                                                                           |
| Лучшая телеактриса                                      | • Кира Седжвик — «Ищейка» (за роль Бренды Ли Джонсон)                      |                                                                           |
| Лучший телеактёр второго плана                          |                                                                            | • Аарон Пол — «Во все тяжкие» (за роль Джесси Пинкмана)                   |
| Лучший телеактёр второго плана                          | • Джанкарло Эспозито — «Во все тяжкие» (за роль Густаво «Гуса» Фринга)     |                                                                           |
| Лучший телеактёр второго плана                          | • Кит Харингтон — «Игра престолов» (за роль Джона Сноу)                    |                                                                           |
| Лучший телеактёр второго плана                          | • Юэль Киннаман — «Убийство» (за роль Стивена Холдера)                     |                                                                           |
| Лучший телеактёр второго плана                          | • Джон Ноубл — «Грань» (за роль доктора Уолтера Бишопа)                    |                                                                           |
| Лучший телеактёр второго плана                          | • Билл Пуллман — «Торчвуд: День Чуда» (за роль Освальда Дэйнса)            |                                                                           |
| Лучший телеактёр второго плана                          | • Норман Ридус — «Ходячие мертвецы» (за роль Дэрила Диксона)               |                                                                           |
| Лучшая телеактриса второго плана                        |                                                                            | • Мишель Форбс — «Убийство» (за роль Митч Ларсен)                         |
| Лучшая телеактриса второго плана                        | • Лорен Эмброуз — «Торчвуд: День Чуда» (за роль Джилли Китцингер)          |                                                                           |
| Лучшая телеактриса второго плана                        | • Дженнифер Карпентер — «Декстер» (за роль Дебры Морган)                   |                                                                           |
| Лучшая телеактриса второго плана                        | • Фрэнсис Конрой — «Американская история ужасов» (за роль Мойры О’Хары)    |                                                                           |
| Лучшая телеактриса второго плана                        | • Лана Паррилла — «Однажды в сказке» (за роль Реджины Миллс)               |                                                                           |
| Лучшая телеактриса второго плана                        | • Бет Рисграф — «Воздействие» (за роль Паркер)                             |                                                                           |
| Лучшая гостевая роль в телесериале                      |                                                                            | • Том Скерритт — «Воздействие» (за роль Джимми Форда)                     |
| Лучшая гостевая роль в телесериале                      | • Стивен Бауэр — «Во все тяжкие» (за роль Дона Эладио)                     |                                                                           |
| Лучшая гостевая роль в телесериале                      | • Орла Брейди — «Грань» (за роль Элизабет Бишоп)                           |                                                                           |
| Лучшая гостевая роль в телесериале                      | • Марк Марголис — «Во все тяжкие» (за роль Гектора Саламанки)              |                                                                           |
| Лучшая гостевая роль в телесериале                      | • Эдвард Джеймс Олмос — «Декстер» (за роль профессора Джеймса Геллара)     |                                                                           |
| Лучшая гостевая роль в телесериале                      | • Закари Куинто — «Американская история ужасов» (за роль Чеда Уорвика)     |                                                                           |

### DVD
| Категория                      | Лауреаты и номинанты                                                                                            |
| ------------------------------ | --- |
| Лучшее DVD-издание фильма      | • Атлант расправил плечи: Часть 1 / Atlas Shrugged: Part I                                                      |
| Лучшее DVD-издание фильма      | • Идеальный хозяин / The Perfect Host                                                                           |
| Лучшее DVD-издание фильма      | • Тринадцать / 13                                                                                               |
| Лучшее DVD-издание фильма      | • Город жизни и смерти / 南京！南京！ (Nánjīng! Nánjīng!)                                                       |
| Лучшее DVD-издание фильма      | • Двойной агент / The Double                                                                                    |
| Лучшее DVD-издание фильма      | • Ирландец / Kill the Irishman                                                                                  |
| Лучшее DVD-издание фильма      | • Открытое море: Новые жертвы / The Reef                                                                        |
| Лучшее специальное DVD-издание | • Giorgio Moroder Presents Metropolis                                                                           |
| Лучшее специальное DVD-издание | • Гражданин Кейн / Citizen Kane (70th Anniversary Ultimate Collector’s Edition)                                 |
| Лучшее специальное DVD-издание | • Мутанты / Mimic (режиссёрская версия)                                                                         |
| Лучшее специальное DVD-издание | • Призрак Оперы / The Phantom of the Opera (Blu-Ray)                                                            |
| Лучшее специальное DVD-издание | • Ракетчик / The Rocketeer (20th Anniversary Edition)                                                           |
| Лучшее специальное DVD-издание | • Вилли Вонка и шоколадная фабрика / Willy Wonka & the Chocolate Factory (40th Anniversary Collector’s Edition) |
| Лучший DVD-сборник             | • Stanley Kubrick: The Essential Collection                                                                     |
| Лучший DVD-сборник             | • Jean Rollin Cinema Collection                                                                                 |
| Лучший DVD-сборник             | • Jurassic Park Ultimate Trilogy                                                                                |
| Лучший DVD-сборник             | • The Lord of the Rings: The Motion Picture Trilogy: Extended Editions                                          |
| Лучший DVD-сборник             | • Star Wars: The Complete Saga                                                                                  |
| Лучший DVD-сборник             | • Superman: The Motion Picture Anthology, 1978—2006                                                             |
| Лучшее DVD-издание телесериала | • Спартак: Боги арены / Spartacus: Gods of the Arena                                                            |
| Лучшее DVD-издание телесериала | • Бионическая женщина / The Bionic Woman (1-й и 2-й сезоны)                                                     |
| Лучшее DVD-издание телесериала | • Камелот / Camelot (полный 1-й сезон)                                                                          |
| Лучшее DVD-издание телесериала | • На краю Вселенной / Farscape (The Complete Series)                                                            |
| Лучшее DVD-издание телесериала | • Никита / Nikita (полный 1-й сезон)                                                                            |
| Лучшее DVD-издание телесериала | • Сумеречная зона / The Twilight Zone (3—5 сезоны)                                                              |

### Специальные награды
| Награда                                             | Лауреаты                                       |
| --------------------------------------------------- | ---------------------------------------------- |
| Премия Джорджа Пала                                 | • Мартин Скорсезе                              |
| Награда за достижения в карьере (Life Career Award) | • Фрэнк Оз                                     |
| Награда за достижения в карьере (Life Career Award) | • Джеймс Ремар                                 |
| The Filmmakers Showcase Award                       | • Дрю Годдард                                  |
| The Milestone Award                                 | • «Симпсоны» / The Simpsons                    |
| The Innovator Award                                 | • Роберт Киркман                               |
| The Appreciation Award                              | • Джеффри Росс (for hosting the Saturn Awards) |